# Gemülldiagnose

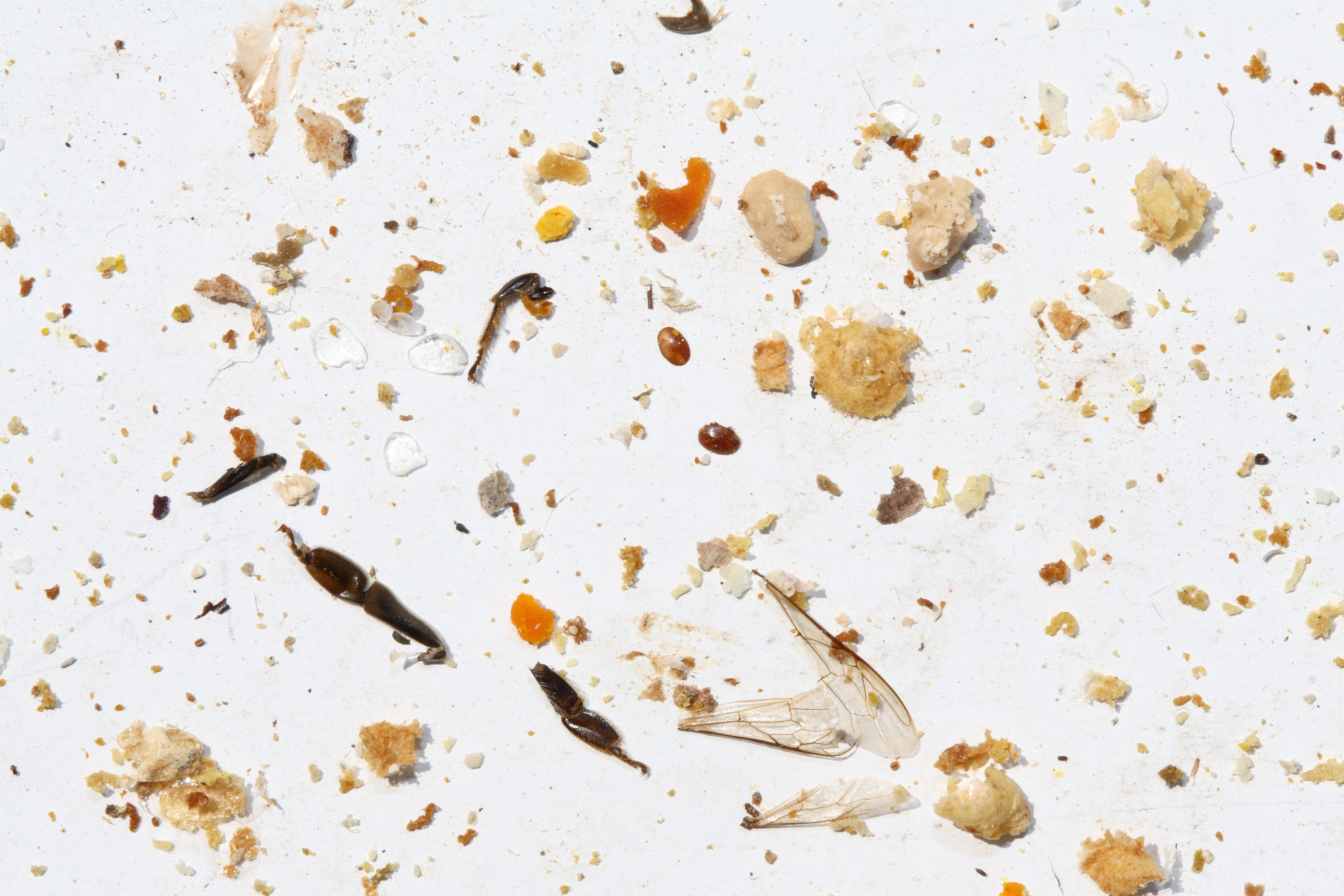
Gemüll auf einer Varroawindel

Gemülldiagnose oder Gemülluntersuchung bezeichnet in der Imkerei die Auswertung des Gemülls in einem Bienenstock.
Übers ganze Jahr lösen sich durch die Bewegungen und die sonstigen Aktivitäten der Honigbienen im Bienenstock viele Materialien von den Bienenwaben und fallen nach unten durch. Diese nennt man insgesamt „Gemüll“. Mit einer sogenannten Varroawindel kann der Imker sie auffangen, erfassen und dann interpretieren. Dies ist eine flache Schublade, die man durch eine dafür vorgesehene Öffnung an der Rückseite des Bienenstocks ganz unten einbringt und dann einen Tag lang oder auch mehrere in ihm belässt. 
Die Gemülldiagnose ist sehr hilfreich bei der Bekämpfung der Varroamilbe, da der Imker durch den natürlichen Fall toter Milben abschätzen kann, wie sehr seine Völker befallen sind, und dann den Schädling rechtzeitig bekämpfen kann, wenn es denn not tut. Je nach Kalendermonat zeigt dasselbe Zählergebnis unterschiedlich hohen Befall an.
Darüber hinaus beurteilt der Imker mit der Gemülldiagnose im Winter ganz allgemein, wie es um seine Völker steht. Aus dem Gemüll kann er ablesen, wie viele Wabengassen vom Bienenvolk besetzt sind und wie zahlreich es also ist. Liegen nach mehreren wärmeren Wintertagen verloren gegangene Eier im Gemüll, dann sieht er daran, dass das Volk weiterhin weiselrichtig ist, also noch eine fruchtbare Königin hat, und diese nun wieder Eier legt. Anhand der Zahl abgesprengter Zelldeckel von Futter- und Brutwaben im Gemüll kann man auf den aktuellen Futterbedarf und den Fortschritt in der Aufzucht von jungen Bienen schließen. Am Fund von Assel- oder schlimmer Mäusekot erkennt man, ob nur tolerierbare Mitbewohner im Bienenstock sind, oder solche, die man unbedingt vertreiben sollte.